# Fiorella Mannoia
Fiorella Mannoia (Roma, 4 de abril de 1954) é uma cantora italiana. Em 2 de junho de 2005, foi nomeada oficial da Ordem do Mérito da República Italiana pelo Presidente da República, Carlo Azeglio Ciampi.

## Discografia
- 1972 - Mannoia Foresi & co.
- 1983 - Fiorella Mannoia
- 1985 - Premiatissima
- 1985 - Momento delicato
- 1986 - Fiorella Mannoia
- 1988 - Canzoni per parlare
- 1989 - Di terra e di vento
- 1992 - I treni a vapore
- 1994 - Gente comune
- 1998 - Belle speranze
- 2001 - Fragile
- 2006 - Onda tropicale
- 2008 - Il movimento del dare
- 2009 - Ho imparato a sognare
- 2012 - Sud
- 2013 - A te
- 2016 - Combattente
- 2019 – Personale
- 2020 – Padroni di niente